# Сожжение оружия духоборами

Мемориальная доска в «Пещере», где происходило сожжение оружия

Сожже́ние ору́жия духобо́рами — массовая религиозно-пацифистская акция этноконфессиональной группы духоборов, состоявшаяся 29 июня 1895 года. Акция вызвала репрессии властей Российской империи в отношении духоборов.

## Предыстория
В конце 1886 года в среде духоборов возник конфликт по поводу наследования расположенной в селе Гореловка Ахалкалакского уезда Тифлисской губернии усадьбы, так называемого «Сиротского дома», который принадлежал умершей предводительнице духоборов Лукерье Калмыковой, но считался (по мнению А. И. Клибанова — необоснованно) общественным достоянием всех духоборов. В результате сообщество духоборов раскололось на две партии. Имущественный спор был решён судом в пользу брата Калмыковой, Михаила Губанова, которого поддерживала небольшая часть духоборов, называемая «малой партией». Лидером «большой партии» был другой претендент на наследство, Пётр Веригин, вскоре отправленный властями в ссылку. С течением времени раскол среди духоборов углубился, переходя из имущественной в религиозную и политическую сферы. От «большой партии» отделилась «средняя партия», возглавляемая А. Ф. Воробьевым и занимавшая соглашательскую позицию, а партию последователей Веригина, всё ещё наибольшую по численности, стали называть «постниками» за отказ от мясной пищи.
«Постники», руководствуясь основанными на толстовстве идеями своего лидера Петра Веригина, решили не повиноваться «человеческим законам и установлениям» и отказаться от исполнения воинской повинности, как связанной с насилием и противоречащей идеологии первоначального христианства. Как отмечают историки-религиоведы С. М. Дударёнок и М. Б. Сердюк, духоборам был присущ пацифизм, однако их нельзя считать последовательными пацифистами. В Закавказье у них имелось вооружённое ополчение, и вплоть до начала 1895 года они исправно несли военную службу.

## Сожжение оружия
В ночь на 29 июня 1895 года группы духоборов — «постников» в Тифлисской и Елизаветпольской губерниях, а также в Карсской области совершили массовое антивоенное действие. Они собрали всё имевшееся у них с прежних времён оружие и сожгли его на кострах. Идея акции содержалась в очередном послании духовного лидера «постников» Петра Веригина, а её дата была приурочена ко дню Петра и Павла, который был также днём рождения Веригина. Сожжение оружия должно было послужить символическим актом христианского пацифизма, а также разрыва с прежней жизнью.
Сожжение оружия подготавливалось втайне от властей и противостоящей «малой партии», его настоящие места до последнего момента знали немногие. Но слухи о подготовке «постников» к какому-то необычному мероприятию распространились и привлекли внимание: начальник Ахалкалакского уезда доложил тифлисскому губернатору Георгию Шервашидзе, что «постники» собираются напасть на «Сиротский дом», и просил прислать войска. Просьба была удовлетворена, и сам Шервашидзе выехал через Ахалкалаки в Гореловку, чтобы разобраться на месте. Тем не менее, сожжение оружия в ночь на 29 июня прошло без помех со стороны властей.
«Постники» Тифлисской губернии выбрали для сожжения оружия место важных религиозных собраний, так называемую «Пещеру» неподалёку от села Орловка Ахалкалакского уезда. В ночь на 30 июня они пришли туда повторно, чтобы дожечь не догоревшее оружие и расплавить его металлические части с помощью кузнечных мехов, а с утра приступили к молению, на которое собралось до 2000 человек, в том числе женщины и подростки.

## Последствия

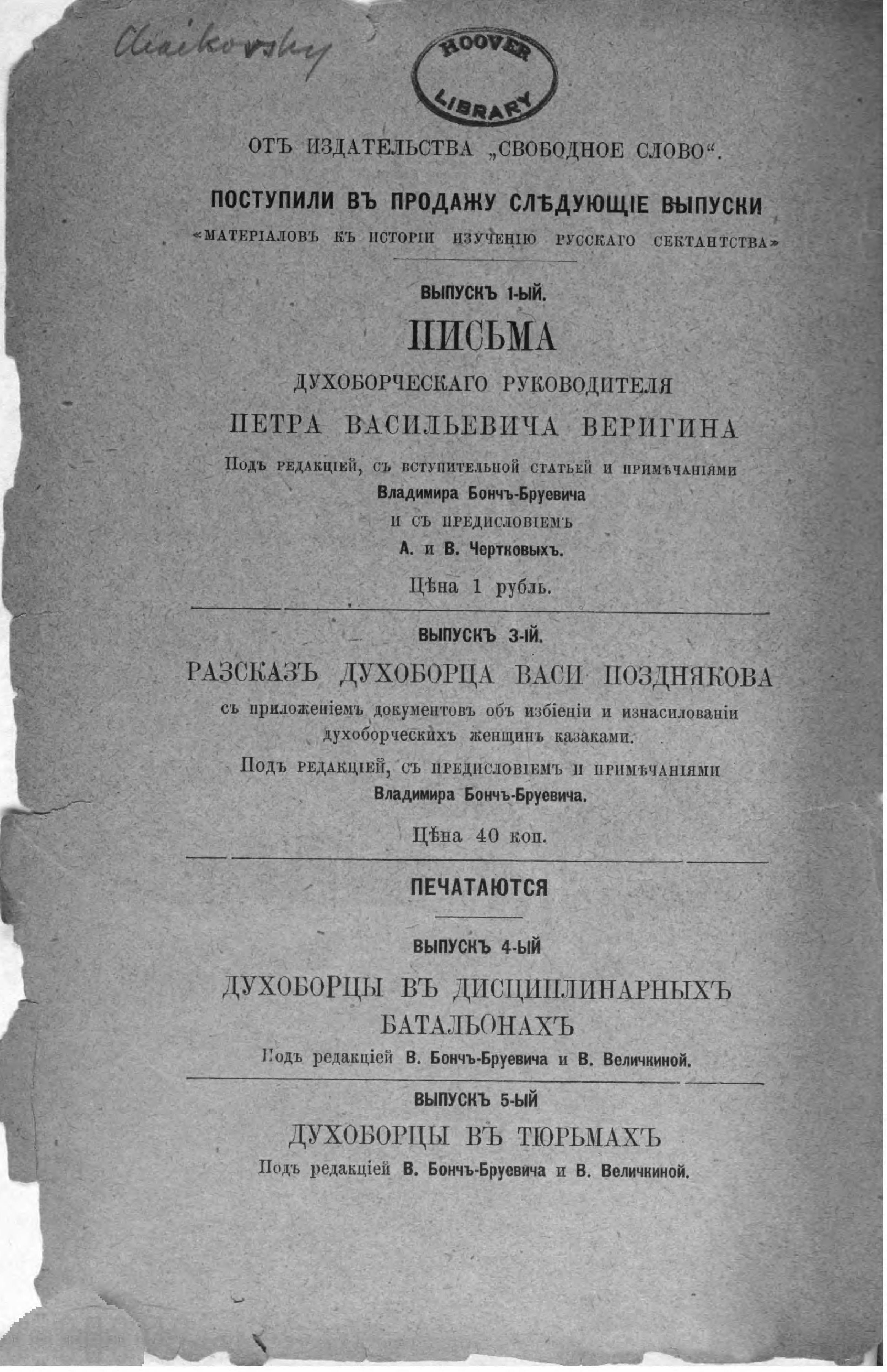
Анонс брошюр лондонского издательства «Свободное слово» с материалами о репрессиях против духоборов (под редакцией Бонч-Бруевича). 1901 год

В Карсской области сожжение оружия не вызвало немедленной реакции властей, лишь около 15 человек было арестовано за отказ от воинской службы. В Елизаветпольской губернии ответом на акцию стали массовые аресты «постников». Наиболее жестоким репрессиям подверглись «постники» Тифлисской губернии.
29 июня Шервашидзе прибыл в Гореловку, где уже находились войска. На следующий день утром губернатор приказал «постникам» собраться в Богдановке. Когда они отказались прервать моление и немедленно явиться по его вызову, на подавление «бунта» явились казаки.
Прибыв на место моления, казаки напали на безоружную толпу духоборов, избивали их нагайками и наскакивали лошадьми. В сопровождении казаков, то и дело возобновлявших избиение, «постники» были отконвоированы в Богдановку, куда для переговоров с ними прибыл губернатор, но проявили неповиновение и отказались от несения воинской службы, за что были вновь избиты и разогнаны по домам. Им было запрещено покидать свои селения.
Экзекуция была продолжена размещением казаков на постой в селения духоборов с правом пользоваться их имуществом, как на захваченной территории. В течение нескольких дней имущество духоборов разграблялось и уничтожалось, проявлявших недовольство били плетьми. Свидетели сообщают о случаях изнасилования женщин и смерти от полученных побоев.

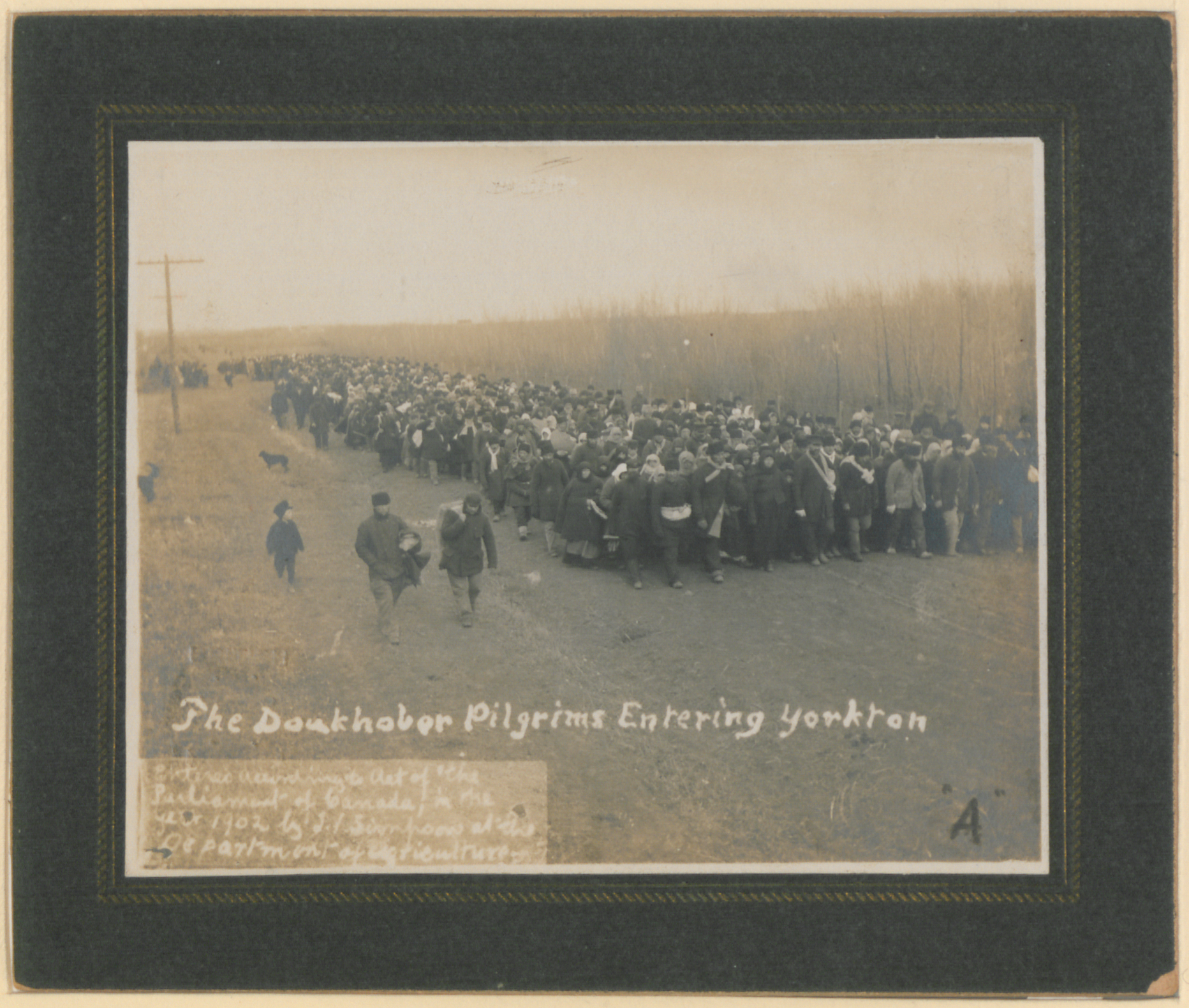
Духоборы, бежавшие от гонений в Канаду. 1902 год

Впоследствии 4300 духоборов — «постников» были отправлены на поселение в лихорадочные долины Кахетии и Картли без права продажи недвижимого имущества. Отказывавшихся от военной службы солдат и запасников общим числом около 330 человек приговорили к заключению в тюрьмы и дисциплинарные батальоны, где они подвергались истязаниям и лишениям. Упорствующих ссылали в Якутскую область на 18 лет. Многие духоборы умерли в заключении и ссылках.
За этими событиями последовала массовая эмиграция духоборов в Канаду, организованная при поддержке Л. Н. Толстого и его последователей, В. Д. Бонч-Бруевича и других общественных и религиозных деятелей.

## Оценки
Александр Клибанов отмечает значение сожжения оружия как антимилитаристской демонстрации, однако указывает, что даже не все её участники были заранее осведомлены о мирном характере выступления, а их противники из «малой партии» восприняли сбор оружия «постниками» как подготовку к нападению на «Сиротский дом». Он также критикует поступок духоборов как разоружение в момент обострения классовой борьбы.
В сборнике ИВИ РАН «Долгий путь российского пацифизма» несколькими авторами отмечены известность и важное значение сожжения оружия духоборами в становлении и развитии христианского пацифизма. Канадский историк духоборческого движения Кузьма Тарасов называет его «первым массовым организованным актом протеста против милитаризма и войны в мировой истории».